# Costa italiana
Italia tiene un gran desarrollo costero: la península italiana y sus islas comprenden unos 7.914 km de un litoral de las más variadas formas. A continuación se describen de forma somera las características de las distintas costas naturales en la región física de Italia. 

## Costa ligur
En el mar de Liguria la costa forma, entre Niza (Francia) y Piombino, un gran arco en el centro del cual se encuentra el puerto de Génova, y que se conoce como la Riviera (Riviera francesa y Riviera italiana).
En el lado occidental de Génova la costa toma el nombre de Riviera de Poniente; en el oriental, el de Riviera de Levante. El Mar de Liguria también baña las costas centro-norte de Toscana, siendo predominantemente bajas y arenosas, que comprende la costa apuana, la Versilia, la costa pisana y la costa de los Etruscos hasta el golfo de Baratti. Entre las islas, las más importantes son la de Elba, la isla de Capraia y la isla de Gorgona, pertenecientes al archipiélago Toscano, Palmaria, Tino y Tinetto situadas a lo largo de la Riviera de Levante. 
Los Alpes Marítimos, a lo largo de la Riviera de Poniente, y los Apeninos ligures, a lo largo de la Riviera de Levante, llevan sus estribaciones hasta el regazo de las olas del mar. Las costas de Liguria, por lo tanto, son principalmente altas y rocosas, muy a menudo irregulares y especialmente ricas en bahías con fondos marinos profundos que permiten la creación de excelentes puertos. 
Penínsulas importantes son las de Cabo Noli y cabo Manzanas, en la Riviera de Poniente; la punta cuadrada de Portofino y la de Portovenere en la Riviera de Levante. 
Además del puerto de Génova hay que mencionar el puerto de Livorno (comercial e industrial), el puerto de Savona (comercial) y el puerto de La Spezia (militar y comercial) que surge en el interior del golfo de La Spezia.

## Costatirrena
Las costas tirrenas, que bañan la península del promontorio de Piombino hasta el Golfo de Salerno a lo largo del litoral de la Maremma Grosseto, el Lacio y la Campania, hasta la desembocadura del Calore, son predominantemente bajas y arenosas. Presentan una serie de arcos muy abiertos, unidos entre sí, formando penínsulas rocosas, como la Península Piombino (con el promontorio que hace de subdivisión con el Mar de Liguria), frente a la isla de Elba, el Monti dell'Uccellina al sur de Grosseto, el monte Argentario, frente a la Isla del Giglio, el Monte Circeo, casi frente a las islas Pontinas. 
- Golfo de Gaeta, un amplio golfo, el arco costero entre el Monte Circeo y la península de Flegrea.
- Golfo de Nápoles, entre el Capo Miseno y Punta Campanella, hasta el extremo de la Península de Salerno. Frente a este golfo están las islas de Ischia y Procida.
- Golfo de Salerno, inmediatamente contiguo, que se extiende al sur hasta el promontorio Cilento. En su ribera norte está la costa amalfitana y en la sur la costa cilentana, declaradas ambas Patrimonio de la Humanidad (año 1997).

En su mayor parte es un tramo de costa alto y rocoso. Sin embargo, la costa cilentana presenta pequeñas joyas costeras, como Pollica, Palinuro y Marina di Camerota. 
Al sur del Cilento, hasta el Estrecho de Mesina, las costas calabresas surgen en su primer tramo irregulares, en su mayoría parte altas, rocosas y empinadas; después del Golfo de Policastro son casi rectas hasta el promontorio del Monte Poro (Capo Vaticano ). En este segundo tramo se hallan los siguientes golfos:
- Golfo de Policastro.
- Golfo de Santa Eufemia
- Golfo de Gioia.

## Costajónica
A partir de Punta Melito hasta el Golfo de Squillace, las costas calabresas, bañadas por el mar Jónico son muy similares a las del tramo del Tirreno: rectilíneas, poco talladas y empinadas salvo donde los Apeninos se acercan más al mar. 
Las costas de Sila son ásperas; las de Basilicata y Apulia son uniformes y fueron antiguamente sede de florecientes colonias griegas, como Síbari, Metaponto Galípoli. 
Las costas del mar Jónico forman los siguientes golfos:
- Golfo de Locri.
- Golfo de Squillace.
- Golfo de Sibari.
- Golfo de Tarento, el más amplio y donde se encuentra el principal puerto sobre el Mar Jónico, Tarento.

## Costaadriática
yendo del sur hacia el norte, desde Punta Palascìa a Otranto y hasta la desembocadura del Po, las costas son rectilíneas y uniformes, interrumpidas solo por el pronunciada espolón de Monte Gargano y de la punta del Monte Conero, a cuyos pies, al norte, está el puerto de Ancona. 
El litoral se compone de una larga playa arenosa, inadecuada para las instalaciones portuarias, pero el medio natural idóneo para el establecimiento de balnearios. 
Al norte de Rávena, desde el Valle de Comacchio hasta el Golfo de Trieste, las costas están en el primer tramo sangradisimas, ocupadas principalmente por valles y pantanos (agua dulce) o lagunas (agua salobre). Luego siguen bajas y cenagosas, un poco más uniformes en todo el Venecia Euganea, hasta los golfos de Grado y Monfalcone. Son de nuevo muy altas y dentadas en la península de Istria (dividida entre Italia, Eslovenia y Croacia). 
Los golfos del mar Adriático son los siguientes:
- Golfo de Manfredonia.
- Golfo de Venecia.
- Golfo de Grado.
- Golfo de Monfalcone
- Golfo de Trieste.

Los principales puertos son los de Brindisi, Bari, Ancona, Rávena, Venecia, Pescara, Trieste, Pula y de Fiume (los dos últimos en territorio croata).

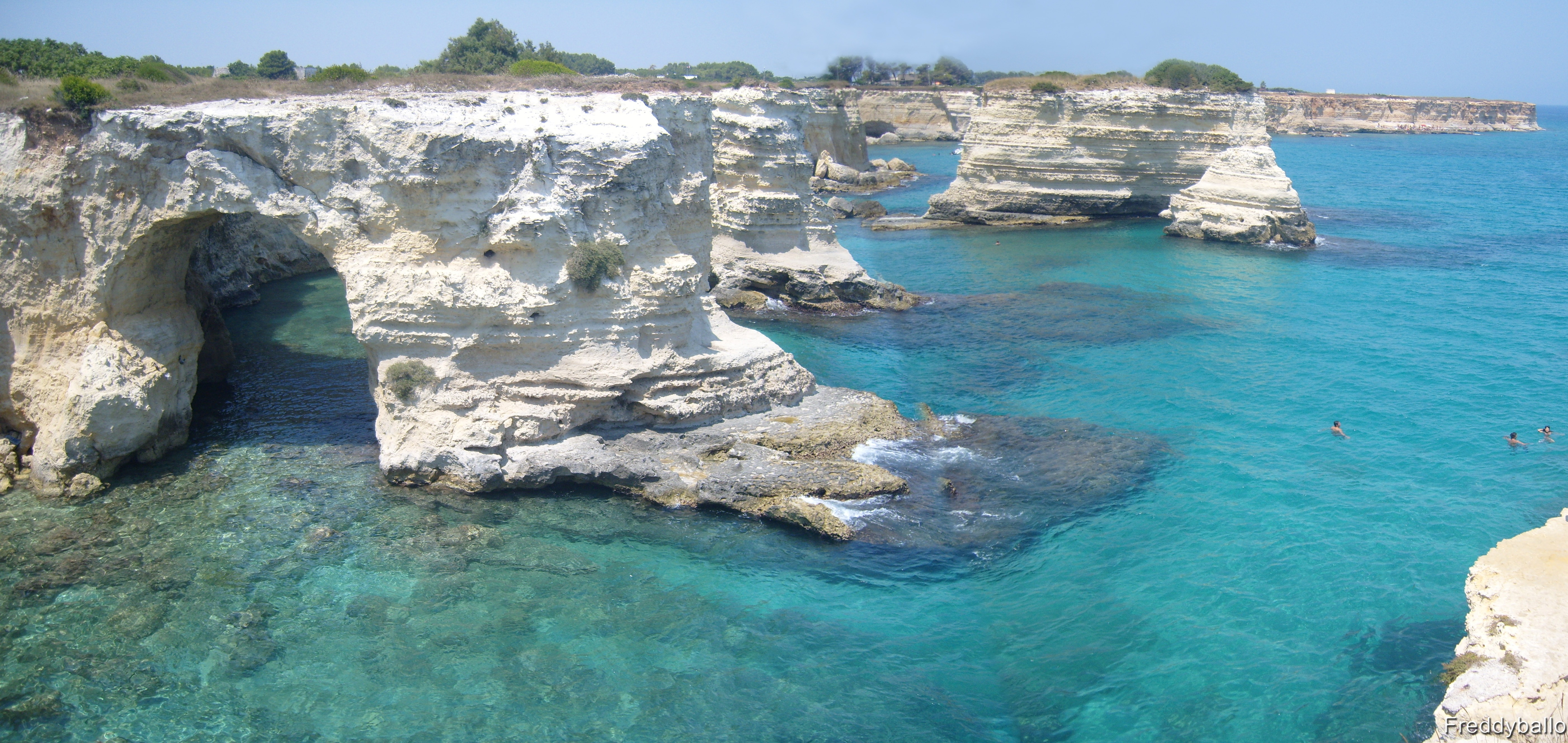
Torre Sant'Andrea, Mar Adriático, en provincia de Lecce.

## Costasiciliana
La mayor isla italiana, Sicilia, presenta costas en su mayor parte montañosas, escarpadas y hermosas en los tramos septentrional y oriental, y bajas en los tramos occidental y meridional.
Los principales golfos que se encuentran en aguas del mar Tirreno son los siguientes: 
- Golfo de Patti, entre la península de Milazzo y Cabo Calavà.
- Golfo de Termini entre la punta de Cefalù y el Cabo Zaffarano.
- Golfo de Palermo, de la Conca d'Oro.
- Golfo de Castellamare, entre Punta Raisi y Capo San Vito.

En las costas sicilianas bañadas por el mar Jónico son los siguientes:
- Golfo de Catania.
- Golfo de Noto.
- Golfo de Augusta.

En este tramo son de destacar también la Península Maddalena constituida por un extenso promontorio de piedra caliza del Mioceno y la península de Magnisi formada por acantilados altos y rocosos que finalizan en el mar. En la última península se encuentran los restos de la ciudad Thapsos.

## Costasarda
A lo largo de la parte Tirreno, Punta Falcone (Estrecho de Bonifacio) hasta el Cabo Carbonara a las costas sardas son altas y casi rectilíneas, a excepción del sector norte, donde hay tramos muy irregulares. 
A partir de Estrecho de Bonifacio (que separa Cerdeña de Córcega) hasta el Golfo de Terranova, el desarrollo costero es acompañado por numerosos arrecifes, islotes e islas. El director solamente isla de La Magdalena y Caprera (el elegido por Giuseppe Garibaldi como su casa). 
Los principales golfos en las costas del Tirreno son: 
- Golfo de Olbia.
- Golfo de Orosei.
- Golfo de Cagliari, el mayor golfo de la isla, en el lado sur, con costas llanas.

En el lado occidental se alternan tramos rocosos y costas bajas acquitrinose, como las de Golfo de Palmas y Golfo Carloforte, limitado al mar abierto por la isla de San Pedro. 
De Capo Caccia a Punta Asinara la costa de la Nurra es en gran parte montañosa. En el Golfo de Asinara, sin embargo, la costa es plana, y aquí se encuentra el puerto de Sassari: Porto Torres. 
Los principales golfos del lado occidental son: 
- Golfo de Palmas.
- Golfo Carloforte.
- Golfo de Oristano
- Golfo de Asinara.

## Costacorsa(Francia)
A pesar de que pertenece a Francia, la isla de Córcega es generalmente considerada parte de la región física de Italia. 
Mientras que del lado del Mar de Cerdeña (o esperico) las costas corsas son muy fragmentadas y talladas, en el lado del Tirreno se presentan más uniforme y, sobre todo en el tramo medio, planas y alquitranosas (llanuras aluvionales formadas por los ríos Tavignano y Golo). 
Las bahías más importantes son los golfos de San Fiorenzo, Porto, De Sagona, De Ajaccio y de Valinco, todos en las costas occidentales. 